# Nizozemsko na Letních olympijských hrách 1976
Nizozemsko na Letních olympijských hrách 1976 v kanadském Montréalu reprezentovala výprava 108 sportovců, z toho 72 mužů a 36 žen v 11 sportech.

## Medailisté
| Medaile | Jméno | Sport             | Disciplína                |
| ------- | --- | ----------------- | ------------------------- |
| Stříbro | Herman Ponsteen | Cyklistika        | Muži 4000 m stíhací závod |
| Stříbro | Eric Swinkels | Sportovní střelba | Muži skeet                |
| Bronz   | Enith Brigitha | Plavání           | Ženy 100 m volný styl     |
| Bronz   | Enith Brigitha | Plavání           | Ženy 200 m volný styl     |
| Bronz   | Alex Boegschoten Ton Buunk Piet de Zwarte Andy Hoepelman Evert Kroon Nico Landeweerd Hans Smits Gijze Stroboer Rik Toonen Hans van Zeeland Jan Evert Veer | Vodní pólo        | Turnaj mužů               |